# Discurso da Servidão Voluntária
Discurso da Servidão Voluntária (em francês, Discours de la servitude volontaire) é uma obra de Étienne de La Boétie (1530-1563). Publicada após a morte do autor, primeiro em latim e em fragmentos (1574), e depois integralmente, em  francês (1576), havia sido escrita quando La Boétie tinha entre 16 e 18 anos. O texto, uma breve denúncia da tirania, surpreende pela sua erudição e profundidade, sobretudo tendo-se em conta a pouca idade do seu autor. 
A obra discute a questão da legitimidade de qualquer autoridade sobre uma dada população e analisa as razões da submissão (relação "dominação-servidão"). A originalidade da tese de La Boétie é que, contrariamente ao que muitos pensam, a servidão não é imposta pela força, mas é aceita voluntariamente, pois, se assim não fosse, como seria possível conceber que um pequeno número de pessoas pudesse obrigar todos os outros cidadãos a obedecer de forma tão servil? De fato, segundo o autor, nenhum poder, mesmo quando imposto pela força das armas, pode dominar e explorar uma sociedade a longo prazo, sem que haja a colaboração, ativa ou resignada, de uma parte significativa dos seus membros.. Nas palavras de La Boétie, "Soyez donc résolus à ne plus servir et vous serez libres" ("Sede portanto resolutos a não mais servir e sereis livres")..
O texto foi elaborado depois da derrota do povo francês ante o poder real, na luta contra a aplicação de um novo imposto sobre o sal. A obra se mostra como uma espécie de hino à liberdade, abordando as causas da dominação de muitos por poucos, a indignação diante da opressão e as formas de vencê-la. Já no título aparece a contradição do termo servidão voluntária, ou seja, como é possível servir de forma voluntária, sacrificando a livre e espontânea vontade? Como cidades inteiras podem se submeter à vontade de um só? De onde esse um tira o poder de controlar a todos? Isso só poderia acontecer, segundo La Boétie, mediante uma espécie de servidão voluntária. Ele conclui então que são os próprios homens que se deixam dominar, pois, caso quisessem sua liberdade de volta, bastaria apenas se rebelar. Étienne afirma que é possível resistir à opressão, e ainda por cima sem recorrer à violência — segundo ele a tirania se destrói sozinha quando os indivíduos se recusam a consentir com sua própria escravidão. Como a autoridade constrói seu poder principalmente com a obediência consentida dos oprimidos, uma estratégia de resistência sem violência é possível, organizando coletivamente a recusa de obedecer ou colaborar.

## O conceito de servidão voluntária em Étienne de La Boétie

### Tirania e exploração
Em sua obra Discurso sobre a Servidão Voluntária, La Boétie analisa a relação de subordinação existente entre o soberano e seus súditos num governo tirânico. Nesse sentido, o autor enxerga a disparidade entre a unicidade da figura do tirano e o número de súditos, os quais possuindo a mesma quantidade de poder que o déspota e, consequentemente, tendo seu direito natural à liberdade cerceada. O poder do tirano, por sua vez, aumenta progressivamente à medida que seus servos sustentam a sua condição subserviente. Conforme afirma La Boétie, há três espécies de tiranos: o primeiro acede ao poder por meio do voto, o segundo pelas armas e o terceiro pela sucessão.

### O desejo inato pela liberdade
A tirania é um sistema autodestrutivo e, embora o povo não tenha feito conscientemente a escolha de estarem sob o jugo do tirano, ele possui a responsabilidade moral de romper o vínculo de submissão excessiva estabelecido com o déspota. Em seguida, La Boétie argumenta que, frequentemente, os indivíduos se associam e permanecem sob o jugo do tirano em razão de uma suposta segurança que lhes são proporcionada, mas que, verdadeiramente, traduz-se em exploração. No entanto, apesar de haverem sua liberdade restringida, o súdito possui naturalmente o desejo da liberdade, mesmo não a conhecendo empiricamente. Tal fato é inclusive verificável entre os animais não humanos.

### A origem do poder tirânico
Segundo Étienne de La Boétie, o poder do tirano não advém exclusivamente de sua força física, mas sobretudo da magia que seu nome é capaz de cativar. Nesse sentido, o nome do tirano exerce uma certa magia acerca das representações e desvincula o medo do poder, o qual se constitui mais pelo afeto do que pela força existente de fato. Tem-se lugar, portanto, uma avaliação afetiva dos súditos para com o déspota; o nome do tirano lança um efeito mágico e se atribuem qualidades ao rei que não se verificam. Dessa forma, tem-se em vista de que a força do soberano está apoiada em nenhum dos seus súditos, nem mesmo naqueles responsáveis em sua própria segurança, os quais somente o vigiam por mera formalidade ou espanto. Ademais, por ser senhor de todos, o tirano não possui companheiro algum, uma vez que a amizade pressupõe a existência de uma estima mútua, sendo ela incapaz de germinar em relações apoiadas em crueldade, deslealdade e injustiça.

### O caminho para o fim da servidão
Por fim, o autor apresenta a maneira pela qual os súditos devem agir para destituir o tirano de seu poder ficcional. Para que isso aconteça, basta deixar de servi-lo. É simplesmente pela tomada de consciência dos servos que se desvencilha da tirania. Em suas palavras, o povo se decapita justamente quando delega decisões que deveriam ser tomadas por ele mesmo a apenas um homem, ou seja, à medida que cada súdito concede seu poder ao tirano, o próprio povo corta a sua garganta. Em última análise, La Boétie reforça a indignidade de o ser humano viver no estado de submissão, devendo retomar ao estado de liberdade política a partir da tomada de consciência da existência da opressão despótica.